# Partido Comunista Búlgaro (1990)
O Partido Comunista Búlgaro (búlgaro: Българска комунистическа партия, romanizado: Bulgarska Komunisticheska Partiya, BKP) é um partido comunista na Bulgária, registrado em 1990.
O PCB foi fundado em 25 de abril de 1990 como o Partido dos Trabalhadores (búlgaro : Партия на трудовия народ, romanizado: Partiya na Trudoviya Narod) que se separou do Partido Socialista Búlgaro. Renomeado em 21 de junho de 1990, o PCB proclamou em 24 de setembro de 1990 ser o sucessor do Partido Comunista Búlgaro original. 
O PCB participou nas eleições parlamentares de 1991, 1994 e 1997, obtendo o melhor resultado em 1994 com 1,5%. Em 2003, listas conjuntas com o Partido Comunista da Bulgária conquistaram 12 assentos e cinco cargos de prefeito nas eleições locais. A candidatura do secretário-geral Vladimir Spasov para a eleição presidencial de 2006 fracassou porque não foram coletadas assinaturas de apoio suficientes.
O PCB coopera com outros partidos stalinistas. Em 1995, sediou a fundação de uma Nova Internacional Comunista. Hoje é um partido membro da Coordenadora Internacional de Partidos e Organizações Revolucionárias.
O PCB publica o jornal Komunistichesko Delo (búlgaro: комунистическо дело).